# Alberto da Costa e Silva
Alberto Vasconcellos da Costa e Silva GCC • GCSE • GCIH (São Paulo, 12 de maio de 1931 – Rio de Janeiro, 26 de novembro de 2023) foi um diplomata, poeta, ensaísta, memorialista e historiador brasileiro, membro da Academia Brasileira de Letras e orador do Instituto Histórico e Geográfico Brasileiro. Foi distinguido com o Prémio Camões de 2014.

## Biografia
É filho do poeta Antônio Francisco da Costa e Silva e de Creusa Fontenelle de Vasconcellos da Costa e Silva.
Fez os estudos primários e iniciou o curso secundário no Colégio Farias Brito, em Fortaleza. Em 1943, mudou-se para o Rio de Janeiro, onde cursou o Externato São José e o Instituto Lafayette. Formado pelo Instituto Rio Branco em 1957, Alberto da Costa e Silva serviu como diplomata em Lisboa, Caracas, Washington, Madrid e Roma, antes de ser embaixador em Lagos, Nigéria (1979-83) e cumulativamente em Cotonu, Benim (1981-83), em Lisboa, Portugal (1986-90), em Bogotá, Colômbia (1990-93) e em Assunção, Paraguai (1993-95).
Foi eleito para a cadeira 9 da Academia Brasileira de Letras, em 27 de julho de 2000. Foi presidente de entidade nos anos de 2002 a 2003.
Em 2004 foi escolhido pela União Brasileira de Escritores (UBE) e Folha de S.Paulo como o "Intelectual do Ano" (Prêmio Juca Pato).
Alberto da Costa e Silva foi, também, académico correspondente da Academia das Ciências de Lisboa.
Casado com Vera Queiroz da Costa e Silva, tradutora premiada pela tradução de O Mundo se Despedaça de  Chinua Achebe.
Alberto da Costa e Silva foi casado com Vera Queiroz da Costa e Silva. O casal teve três filhos: Elza Maria, Antônio Francisco e Pedro Miguel, todos vinculados ao Itamaraty. Deixou sete netos: Bruno, Alberto, Antônio Pedro da Costa e Silva Lima, João Marcelo da Costa e Silva Lima, Bel Lima, Miguel e Felipe, além de uma bisneta.
Em 2014 recebe o Prêmio Camões pelo conjunto de sua obra.
Morreu em 26 de novembro de 2023, aos 92 anos, no Rio de Janeiro.

### Condecorações[7]
- Cavaleiro da Ordem do Infante D. Henrique de Portugal (28 de Fevereiro de 1961)
- Comendador da Ordem do Infante D. Henrique de Portugal (26 de Fevereiro de 1971)
- Comendador da Ordem Militar de Cristo de Portugal (27 de Agosto de 1971)
- Comendador da Ordem Militar de Sant'Iago da Espada de Portugal (27 de Julho de 1972)
- Grande-Oficial da Ordem do Infante D. Henrique de Portugal (26 de Julho de 1973)
- Grã-Cruz da Ordem Militar de Cristo de Portugal (14 de Julho de 1986)
- Grã-Cruz da Ordem do Infante D. Henrique de Portugal (2 de Janeiro de 1991)
- Grã-Cruz da Ordem Militar de Sant'Iago da Espada de Portugal (5 de Março de 2008)

## Obras do autor

### Como poeta
- O parque e outros poemas. Rio de Janeiro, 1953.
- O tecelão. Rio de Janeiro, 1962.
- Alberto da Costa e Silva carda, fia, doba e tece. Lisboa, 1962.
- Livro de linhagem. Lisboa, 1966.
- As linhas da mão. Rio de Janeiro, 1978. Prêmio Luísa Cláudio de Souza, do PEN Clube do Brasil.
- A roupa no estendal, o muro, os pombos. Lisboa, 1981.
- Consoada. Bogotá, 1993.
- Ao lado de Vera. Rio de Janeiro, 1997. Prêmio Jabuti, da Câmara Brasileira do Livro.
- Poemas Reunidos. Rio de Janeiro, 2000. Prêmio Jabuti, da Câmara Brasileira do Livro.
- Melhores poemas de Alberto da Costa e Silva. São Paulo, 2007. Seleção de André Seffrin.

### Como historiador e africanólogo
- A Enxada e a Lança: a África antes dos Portugueses. Rio de Janeiro, 1992, 1996 e 2006.
- As Relações entre o Brasil e a África Negra, de 1822 à 1a Guerra Mundial. Luanda, 1996.
- A Manilha e o Libambo: A África e a Escravidão, de 1500 a 1700. Rio de Janeiro, 2002 e 2004. Prêmio Sérgio Buarque de Holanda, da Fundação Biblioteca Nacional. Prêmio Jabuti, da Câmara Brasileira do Livro, 2003.
- Um Rio Chamado Atlântico: A África no Brasil e o Brasil na África. Rio de Janeiro, 2003 e 2005.
- Francisco Félix de Sousa, Mercador de Escravos. Rio de Janeiro, 2004.
- Das mãos do oleiro. Rio de Janeiro, 2005.
- Imagens da África: da Antiguidade ao Século XIX (organização e notas de Alberto da Costa e Silva), 2012

### Como ensaísta
- O vício da África e outros vícios. Lisboa, 1989.
- Guimarães Rosa, poeta. Bogotá, 1992.
- Mestre Dezinho de Valença do Piauí. Teresina, 1999.
- O Pardal na Janela. Rio de Janeiro, 2002.
- Castro Alves: um poeta sempre jovem. São Paulo, 2006. Belo Horizonte, 2008.
- O quadrado amarelo. São Paulo, 2009.

### Como memorialista
- Espelho do Príncipe. Rio de Janeiro, 1994. "Livro que nasceu para figurar entre os clássicos do gênero memorialístico",[8] cobre o período da infância em Fortaleza até a vinda da família para o Rio de Janeiro.
- Invenção do Desenho. Rio de Janeiro, 2007. Narra da adolescência no Rio de Janeiro até o início da vida adulta, quando se torna diplomata. Trecho: "[...] era uma aventura admirável o simples estar vivo, o acordar para as cores, as formas e os sons de cada dia. As desventuras e as traições, as incompreensões e os desencontros valiam pouco diante da beleza do mundo. Louca, incoerente e absurda poderia parecer-nos a fábula da vida, mas para ela havíamos sido feitos e tínhamos de ficar fiéis a ela."
- O pai do menino. São Paulo, 2008. Extrato dos livros Espelho do Príncipe e Invenção do Desenho, em tiragem de 100 exemplares.

### Como organizador de antologias
- Lendas do índio brasileiro. Rio de Janeiro, 1957, 1969, 1980 e 1992.
- A nova poesia brasileira. Lisboa, 1960.
- Poesia concreta. Lisboa, 1962.
- Da Costa e Silva. Teresina, 1997.
- Poemas de amor de Luís Vaz de Camões. Rio de Janeiro, 1998.
- Antologia da poesia portuguesa contemporânea, com Alexei Bueno. Rio de Janeiro, 1999 e 2006.
- Dirigiu e foi o principal redator da parte brasileira da Enciclopédia Internacional Focus. Lisboa, 1963-1968.[9]